# شائو یاکینگ
شائو یاکینگ (انگلیسی: Xiao Yaqing; سپتامبر ۱۹۵۹ (۶۵ سال) –) سیاست‌مدار اهل چین است، که هم‌اکنون به‌عنوان وزیر صنعت و فناوری اطلاعات چین فعالیت می‌کند. وی در فاصله سال‌های ۲۰۱۶ تا ۲۰۱۹ رئیس سازمان ساساک بود.